# Chrysolopus
Ne doit pas être confondu avec Chrysolophus.
Genre
Chrysolopus est un genre d'insectes de l'ordre des coléoptères, de la famille des Curculionidae regroupant des espèces souvent nommées « charançons ».

## Liste d'espèces
Selon BioLib (22 avril 2023) :
- Chrysolopus detritus Chevrolat, 1879
- Chrysolopus echidna MacLeay, 1827
- Chrysolopus forstroemi Billberg, 1820
- Chrysolopus gibbosus Billberg, 1820
- Chrysolopus prodigus Germar, 1817
- Chrysolopus quadrigens MacLeay, 1827
- Chrysolopus rohrii Billberg, 1820
- Chrysolopus schoenherri Billberg, 1820
- Chrysolopus spectabilis (Fabricius, 1775)
- Chrysolopus spengleri Billberg, 1820
- Chrysolopus tamarisci Billberg, 1820